# Institut für Sächsische Geschichte und Volkskunde
Das Institut für Sächsische Geschichte und Volkskunde e. V. (ISGV) ist eine Forschungseinrichtung mit Sitz in Dresden, die sich der Erforschung Sachsens in landesgeschichtlicher sowie in volkskundlicher Perspektive annimmt.

## Geschichte
Die Bestrebungen, ein Institut für Sächsische Geschichte und Volkskunde einzurichten, gehen auf einen einstimmig gefassten Beschluss des Sächsischen Landtages vom 23. Mai 1996 zurück, in dem das Ziel formuliert wurde: „die reichen Kulturgüter Sachsens, das Leben und die Lebensverhältnisse des Volkes in den verschiedenen Regionen Sachsens sowie die sächsische Landesgeschichte mit Hilfe einer außergewöhnlich gut erhaltenen schriftlichen Überlieferung im sächsischen Archivwesen unter den Bedingungen freier Forschung zu erkunden, die geschichtliche Leistung und Bedeutung Sachsens im deutschen und europäischen Rahmen zu erforschen und darzustellen und damit zugleich einen wichtigen Beitrag zur Förderung des Geschichts- und Heimatbewusstseins als Bestandteil der regionalen Identität seiner Bewohner zu leisten.“
Nach Abschluss der Planungen und Vorarbeiten wurde das ISGV am 21. Oktober 1997 als eingetragener Verein in Dresden gegründet. Gründungsmitglieder dieses Vereins sind neben dem Freistaat Sachsen, vertreten durch das Sächsische Staatsministerium für Wissenschaft und Kunst (SMWK), die Technische Universität Dresden, die Universität Leipzig, die Technische Universität Chemnitz, die Technische Universität Bergakademie Freiberg, die Sächsische Akademie der Wissenschaften, die Sächsische Landesbibliothek – Staats- und Universitätsbibliothek Dresden und das Sorbische Institut e. V. Bautzen.

## Institutsstruktur
Der Sitz der ISGV befindet sich am Zelleschen Weg 17 in direkter Nachbarschaft zum Dresdner Universitätscampus und des Hauptgebäudes der Sächsischen Landesbibliothek – Staats- und Universitätsbibliothek Dresden.
Im Kuratorium zur Beaufsichtigung aller grundsätzlichen Angelegenheiten des ISGV sind das SMWK, die Rektoren der Technischen Universität Dresden und der Universität Leipzig sowie ein Mitglied des Trägervereins vertreten. Die Tätigkeit des Instituts wird von einem wissenschaftlichen Beirat begleitet, der sich aus international anerkannten Vertretern der Fächer Geschichte und Volkskunde zusammensetzt.
Die Vorstandschaft (Direktorium) über das ISGV wird gemeinsam von zwei Professoren der Technischen Universität Dresden und der Universität Leipzig wahrgenommen, die sich in zweijährlichem Turnus in der Geschäftsführung abwechseln. Dem Gründungsdirektorium gehörten die beiden Vorsitzenden der Gründungskommission, Walter Schmitz (Technische Universität Dresden) bis 1999 und Günther Wartenberg (Universität Leipzig) bis 2002 an. An ihre Stelle traten die Inhaber der jeweiligen landesgeschichtlichen Lehrstühle an den beiden Universitäten, Winfried Müller (Dresden) und Enno Bünz (Leipzig). Im Mai 2020 übernahm Andreas Rutz das Amt von Winfried Müller. 
Die beiden Forschungsbereiche des ISGV werden jeweils von Bereichsleitern geführt, bei denen es sich in der Regel um habilitierte Wissenschaftler handelt. Der Bereich Geschichte wird seit 2019 von Joachim Schneider geleitet. Seine Amtsvorgängerinnen waren Katrin Keller (1998–1999) und Martina Schattkowsky (1999–2019). Die Leitung des Bereichs Volkskunde hat seit 2014 Ira Spieker inne. Zuvor waren Bernd Schöne (1998–2000), Johannes Moser (2002–2006) und Manfred Seifert (2006–2013) für den Arbeitsbereich verantwortlich.

## Direktoren
- Dresden:
  - Walter Schmitz, 1997–1999
  - Winfried Müller, 1999–2020
  - Andreas Rutz, seit 2020
- Leipzig:
  - Günther Wartenberg, 1997–2002
  - Enno Bünz, seit 2002

## Forschungsprojekte
Neben mittelfristigen Forschungsvorhaben, die in erster Linie dazu dienen, Nachwuchswissenschaftlern Qualifikationsmöglichkeiten (z. B. Promotion) zu eröffnen, werden am ISGV mehrere langfristig angelegte Projekte der Grundlagenforschung durchgeführt, die möglichst umfassend online zugänglich gemacht werden:
- Das Projekt Repertorium Saxonicum beschäftigt sich mit der Erschließung der kursächsischen Amtserbbücher aus der Mitte des 16. Jahrhunderts. Seit 2006 sind die Amtsbücher elektronisch erfasst und mit Hilfe einer Datenbank der Forschung zugänglich.[2]
- Im Rahmen des Codex diplomaticus Saxoniae (CDS), der für den mitteldeutschen Raum wichtigsten Edition von Urkunden des Mittelalters, wurde am ISGV mit der Bearbeitung der Urkunden des Klosters Altzelle sowie der Papsturkunden des Sächsischen Hauptstaatsarchivs Dresden die Arbeit am Bestand nach Jahrzehnten des Stillstandes wieder aufgenommen. Zuletzt erschienen sind 2014 zwei Bände des Urkundenbuches der Stadt Zwickau. Daneben ist die Ergänzung und Fortsetzung des Urkundenbuches der Stadt Dresden geplant. Seit 2005 sind zudem alle Bände der bis 1941 erschienenen „alten Reihe“ online verfügbar gemacht worden.[3]
- Mit der Sächsischen Biografie verfolgt das ISGV das Ziel, ein zentrales Online-Lexikon bedeutender Personen, die vom 10. Jahrhundert bis zur Gegenwart im sächsischen Raum gewirkt haben, zu erstellen.[4]
- Das Bildarchiv Visuelle Quellen zur Volkskultur in Sachsen beinhaltet einen einzigartigen Bestand an Fotografien, Bildern und sonstigen grafischen Erzeugnissen zur sächsischen Kultur. Die bislang gesammelten Medien werden sukzessive ergänzt und sind teilweise über eine Online-Datenbank abrufbar.[5]
- Im Rahmen des Sammelprojekts Lebensgeschichtliches Archiv wird versucht, das historische und gegenwärtiges Alltagsleben in Sachsen und den angrenzenden Regionen mit Hilfe von Ego-Dokumenten aus der Sicht von Zeitzeugen zu erschließen. Dazu werden entsprechende Materialien gezielt angeworben bzw. im Rahmen laufender wissenschaftlicher Projekte selbst erhoben.[6]
- Das 2006 in einer von Karlheinz Blaschke und Susanne Baudisch überarbeiteten Neuauflage erschienene Historische Ortsverzeichnis von Sachsen ist seit 2008 in einer Online-Datenbank verfügbar, die sukzessive aktualisiert und ausgebaut wird.[7]

## Publikationen
Das Publikationsprofil des ISGV umfasst im Segment der klassischen Printmedien zwei wissenschaftliche Fachzeitschriften und vier Buchreihen. Dazu kommt seit 2019 eine barrierefreie digitale Buchreihe.
Zeitschriften
- Das Neue Archiv für sächsische Geschichte (NASG) ist die Traditionszeitschrift für sächsische Landesgeschichte. Es erschien erstmals 1863 und wird seit 1999 (Band 70) in Verbindung mit dem ISGV herausgegeben.
- Im Jahrbuch Volkskunde in Sachsen. Jahrbuch für Kulturanthropologie (ViS) werden in erster Linie Beiträge zur Volkskunde Sachsens und des mitteldeutschen Raumes publiziert. Daneben sollen in der Tradition der ehemaligen DDR-Zeitschrift Demos auch Artikel aus bzw. über Osteuropa veröffentlicht werden.

Buchreihen
- Die Reihe Schriften zur sächsischen Geschichte und Volkskunde, herausgegeben vom Direktorium und den Bereichsleitern, erscheint seit 2000 im Leipziger Universitätsverlag. Bislang sind unter dem Reihentitel mehr als 60 Bände veröffentlicht worden. Sie bildet das zentrale Forum des ISGV zur Publikation neuer Forschungsergebnisse und umfasst gleichermaßen Tagungsbände und Monografien. Dabei finden neben Dissertationen bzw. Habilitationen zur Geschichte und Kultur Sachsens, die an sächsischen Universitäten angefertigt wurden, mittlerweile auch einschlägige Qualifikationsschriften aus anderen Bundesländern Berücksichtigung.
- Die Bausteine aus dem Institut für Sächsische Geschichte und Volkskunde bilden die „kleine“ Schriftenreihe des ISGV. Sie erscheint seit 2004 im w.e.b. Universitätsverlag und umfasst momentan 39 Bände. Diese Reihe ist vor allem für Quelleneditionen und Studien geringeren Umfangs, etwa qualitativ herausragende Magisterarbeiten, sowie für die Dokumentation von Workshops gedacht.
- Unter dem Titel Quellen und Materialien zur sächsischen Geschichte und Volkskunde erscheinen seit 2004 im Leipziger Universitätsverlag Dokumentationen, Inventare und Quelleneditionen aus den Bereichen Geschichte und Volkskunde. Diese Reihe ist als Ergänzung zur „großen“ Schriftenreihe gedacht, damit deren Reihencharakter gewahrt werden kann.
- Die Reihe Spurensuche – Geschichte und Kultur Sachsens wurde 2007 anlässlich des zehnjährigen Bestehens des ISGV eröffnet. Hier werden für ein breiteres Publikum aktuelle Themen der Landesgeschichte und Volkskunde, in allgemeinverständlicher Sprache und möglichst reich bebildert, behandelt.

- Die Reihe ISGV digital. Studien zur Landesgeschichte und Kulturanthropologie wurde 2019 mit der Veröffentlichung des Tagungsbandes Forschungsdesign 4.0. Datengenerierung und Wissenstransfer in interdisziplinärer Perspektive begründet. In dieser im Eigenverlag des ISGV und nur digital erscheinenden Reihe wird besonderes Augenmerk auf die barrierefreie Nutzbarkeit der Publikationen gelegt.

Sonderveröffentlichungen
- Brigitte Emmrich, Johannes Moser (Hrsg.): Europäische Ethnologien im neuen Millennium. Osteuropäische Ethnologien auf neuen Wegen – Abschied vom Referatenorgan DEMOS. Thelem bei w.e.b. Universitätsverlag 184, Dresden 2002, ISBN 3-935712-11-1 (Tagungsband: Referate einer Tagung des Instituts für Sächsische Geschichte und Volkskunde e. V. am 12. und 13. November 2001 in Dresden).[8]
- Dieser Schmerz bleibt – Lebenserinnerungen vertriebener Polen und Schlesier. Hör-Dokumentation auf 2 CDs, Dresden 2004.[9]